# Eleição por pelouros
Eleição por pelouros foi um sistema eleitoral estabelecido em Portugal por  Dom João I, por meio da Lei de 12 de junho de 1391, conhecida como Ordenação de pelouros
, considerado o mais antigo e clássico sistema eleitoral
.
A Ordenação dos pelouros normatizava a eleição do corpo político camarário (juízes, vereadores e procuradores) que presidia e representava a comunidade do concelho, hoje denominado município. Este procedimento eleitoral era realizado a cada três anos. A Lei dos Pelouros determinava que em cada concelho se organizariam, permanentemente, listas de pessoas idôneas ao exercício dos referidos cargos. Cada nome aí recenseado seria escrito em papel, recolhido numa bola de cera, guardadas numa arca dos pelouros, de onde se fazia o sorteio dos homens que exerciam cada ano.
O Regime dos Corregedores, de 1418, alterou parcialmente este regime, fixados posteriormente nas Ordenações Afonsinas de 1446–1447.
Segundo as Ordenações Afonsinas, competia ao corregedor chamar à Câmara juízes, vereadores, procurador e  homens bons para escolher seis pessoas, que duas a duas, separadamente, indicariam pessoas idôneas para o exercício dos cargos, em rol distinto para cada um deles. Ao corregedor régio, mas também ao ouvidor, em terras de donatário ou ao juiz mais velho na falta de magistrado régio letrado na terra, competia, associando os votos, selecionar os mais votados, apurando uma lista "pauta" dos eleitos. Cada um dos nomes da pauta era encerrado num pelouro, guardado no saco ou arca, para oportuno sorteio por um moço de até 7 anos de idade (CAPELA, 2009). 
O sistema eleitoral de pelouros foi profundamente alterado no século XVII, com a publicação dos Regimentos de 1611 e sobretudo o de 1640 que instala um novo sistema eleitoral, chamado de sistema de eleição por pautas de apuramento e nomeação régia (CAPELA, 2009).
O nome pelouro advém do formato das bolas de cera que eram similares ao feitio de projéteis usados em certas armas de artilharia.